# یوریکو هاندا
یوریکو هاندا (انگلیسی: Yuriko Handa؛ زادهٔ ۳۱ مارس ۱۹۴۰) بازیکن والیبال اهل ژاپن است.
وی در مسابقات کشوری و بین‌المللی در مجموع برندهٔ ۲ مدال طلا شده‌است.